# Stammliste der Gonzaga

Stammwappen der Gonzaga

Stammliste der Gonzaga

## Von Luigi I. Gonzaga bis (Luigi) Ludovico III. Gonzaga
1. Luigi I. (1267–1360), seit 1328 Stadtherr von Mantua, seit 1329 Generalvikar von Mantua, ⚭ I. Richilde von Ferrara, ⚭ II. Caterina Malatesta, ⚭ III. Novella Malaspina
  1. (I.) Guido (1291–1369), seit 1360 Stadtherr von Mantua, seit 1362 Graf von Mantua, ⚭ I. Agnes Pico, ⚭ II. Camilla Beccaria, ⚭ III. Beatrice von Bari
    1. (I.) Beatrice, ⚭ 1335 Niccolò I. d’Este
    2. (III.) Ugolino († 1362), ⚭ 1358 Caterina Visconti († 1382)
    3. (III.) Luigi II. (1334–1382), seit 1369 Graf von Mantua, ⚭ 1356 Adla d’Este (1333–1381)
      1. Francesco I. (1366–1407), seit 1382 Graf von Mantua, ⚭ Agnes Visconti († 1391), ⚭ II. Margherita Malatesta († 1399)
        1. Gianfrancesco I. (1395–1444), seit 1407 Graf von Mantua, seit 1433 Markgraf von Mantua, ⚭ 1410 Paola Malatesta († 1449)
          1. Ludovico III. il Turco (1414–1478), seit 1444 Markgraf von Mantua, → Gonzaga von Mantua (Markgrafen und Herzöge ab Ludovico III.)
          2. Carlo († 1456), ⚭ 1437 Lucia d’Este (1419–1437)
          3. Lucia, Nonne
          4. Leonella, Nonne
          5. Margerita († 1439), ⚭ 1435 Leonello d’Este (1407–1450)
          6. Gianlucio (1421–1448)
          7. Alessandro († 1466), ⚭ Agnes von Montefeltro († 1447)

      2. Elisabetta ⚭ 1386 Carlo Malatesta

    4. (III.) Francesco († 1369)

  2. (I.) Philippino († 5. April 1356), ⚭ I. Anna di Dovara, II. 9. Februar 1354 Verena, Tochter des Johann (Hans) II. (†  1380)  Graf von Habsburg zu Laufenburg
    - (I.) Elisabetta (Elisabeth, 1354–1384), ⚭ Rudolf IV. (um 1322–1383) Graf von Habsburg zu Laufenburg
    - (?) Gigliola, ⚭ Matteo II. Visconti (†  1355)

  3. (I.) Feltrino († 1371), Nachkommen → Grafen von Novellara

## Von Ludovico III. Gonzaga bis Carlo II. Gonzaga
1. Ludovico III. Gonzaga (1412–1478), gen. il Turco, Markgraf von Mantua ⚭ Barbara von Brandenburg (1422–1481), Tochter von Markgraf Johann (Brandenburg-Kulmbach) (1406–1464)
  1. Federico I. Gonzaga (1441–1484), Markgraf von Mantua ⚭ Margarete von Bayern (1442–1479), Tochter von Herzog Albrecht III. (Bayern) (1401–1460)
    1. Clara (1464–1503) ⚭ Gilbert de Bourbon-Montpensier (1443–1496)
    2. Francesco II. Gonzaga (1466–1519), Markgraf von Mantua ⚭ Isabella d’Este (1474–1539), Tochter von Ercole I. d’Este (1431–1505), Herzog von Ferrara
      1. Eleonora Gonzaga della Rovere (1493–1550) ⚭ (I) Antonio Herzog von Montalto; ⚭ (II) Francesco Maria I. della Rovere (1490–1538), Herzog von Urbino
      2. Federico II. Gonzaga (1500–1540), Markgraf von Mantua, Herzog von Mantua, Markgraf von Montferrat ⚭ (I) Maria von Montferrat (1509–1530); ⚭ (II) Margarete von Montferrat (1510–1566), beides Töchter von Markgraf Wilhelm XI. (Montferrat) (1486–1518)
        1. Francesco III. Gonzaga (1533–1550), Herzog von Mantua und Montferrat ⚭ Katharina von Österreich (1533–1572), Tochter von Kaiser Ferdinand I. (HRR) (1503–1564)
        2. Eleonora, Nonne
        3. Anna, Nonne
        4. Isabella (1537–1579) ⚭ Franz Ferdinand von Avalos
        5. Guglielmo Gonzaga (1538–1587), Herzog von Mantua und Montferrat ⚭ Eleonore von Österreich (1534–1594), Tochter von Kaiser Ferdinand I. (HRR) (1503–1564)
          1. Vincenzo I. Gonzaga (1562–1612), Herzog von Mantua und Montferrat ⚭ (I) Margherita Farnese (1567–1643), Tochter von Alessandro Farnese (1545–1592), Herzog von Parma; ⚭ (II) Eleonora de’ Medici (1566–1611), Tochter von Francesco I. de’ Medici (1541–1587), Großherzog der Toskana
            1. Francesco IV. Gonzaga (1586–1612), Herzog von Mantua und Montferrat ⚭ Margarete von Savoyen (1589–1655), Tochter von Herzog Karl Emanuel I. (Savoyen) (1562–1630)
              1. Maria Gonzaga (* 1609,† 1660), die Erbin der Herzogtümer Mantua und Montferrat ⚭ Carlo II. Gonzaga (1609–1631), Herzog von Nevers und Rethel
              2. Luigi (1611–1612)
              3. Eleonora (*/† 1612)

            2. Ferdinando Gonzaga (1587–1626), Kardinal, Herzog von Mantua und Montferrat ⚭ (I) Camilla Reticina; ⚭ (II) Catherina de’ Medici (1593–1629), Tochter von Ferdinando I. de’ Medici (1549–1609), Kardinal, Großherzog der Toskana
            3. Guglielmo Domenico (1589–1591)
            4. Margarita Gonzaga (1591–1632) ⚭ Herzog Heinrich II. (Lothringen) (1563–1624)
            5. Vincenzo II. Gonzaga (1594–1627), Kardinal, Herzog von Mantua und Montferrat ⚭ Isabella Gonzaga, Tochter von Alfonso Gonzaga, Markgraf von Novellara
            6. Eleonora Gonzaga (1598–1655) ⚭ Kaiser Ferdinand II. (HRR) (1578–1637)

          2. Eleonora (1564–1618) ⚭ Alfonso II. d’Este (1533–1597), Herzog von Ferrara
          3. Anna Caterina von Gonzaga (1566–1621), später Nonne ⚭ Ferdinand II. (Tirol) (1529–1595), Erzherzog von Österreich-Tirol

        6. Luigi Gonzaga (1539–1595), Herzog von Nevers und Graf von Rethel, Herzog von Rethel ⚭ Henriette de Clèves (1542–1601), Tochter von Herzog François I. de Clèves, duc de Nevers (1516–1562)
          1. Caterina (1568–1629) ⚭ Henri I. d’Orléans-Longueville (1568–1595) (Haus Orléans-Longueville)
          2. Enrietta (1571–1601) ⚭ Henri de Lorraine, duc de Mayenne (1578–1621)
          3. Federico (1573–1574)
          4. Francesco (1576–1580)
          5. Carlo I. Gonzaga (1580–1637), Herzog von Nevers und Rethel ⚭ Katharina von Lothringen (1585–1618), Tochter von Charles II. de Lorraine, duc de Mayenne (1554–1611)
            1. Francesco Gonzaga (1606–1622)
            2. Benedetta († 1637), Nonne
            3. Carlo II. Gonzaga (1609–1631), Herzog von Nevers etc. → Gonzaga von Nevers ab Carlo II.
            4. Luisa Maria Gonzaga (1611–1667) ⚭ (I) Władysław IV. Wasa (1595–1648), König von Polen; ⚭ (II) Johann II. Kasimir (1609–1672), König von Polen
            5. Ferdinando († 1632)
            6. Anna (1616–1684) ⚭ Pfalzgraf Eduard von der Pfalz (1625–1663)

        7. Federico Gonzaga (1540–1565), Bischof von Mantua, Kardinal

      3. Ercole Gonzaga (1505–1563), Kardinal, Regent für seinen Neffen
      4. Ferrante I. Gonzaga (1507–1557), Graf von Guastalla, Vizekönig von Sizilien, Vizekönig von Mailand ⚭ Isabella von Capua († 1559), Tochter von Fürst Ferdinand von Molfetta
        1. Cesare I. Gonzaga (1536–1575), Graf von Guastalla, Herzog von Amalfi ⚭ Camilla Borromeo
          1. Ferrante II. Gonzaga (1563–1630), Graf, dann Herzog von Guastalla → Gonzaga von Guastalla ab Ferrante II.

        2. Francesco II. Gonzaga (1538–1566), Kardinal
        3. Giovanni Vincenzo Gonzaga (1540–1591), Kardinal

      5. Livia (1509–1569)
      6. Ippolita († 1570)
      7. Pietro, Kardinal

    3. Sigismondo Gonzaga (1469–1525), Kardinal
    4. Elisabetta Gonzaga (1471–1526) ⚭ Guidobaldo I. da Montefeltro (1472–1508)
    5. Maddalena († 1490) ⚭ Giovanni Sforza (1466–1510), Graf von Pesaro
    6. Giovanni (1474–1525) ⚭ Laura Bentivoglio († 1523)
Nachkommen: Grafen und Fürsten von Vescovedi

  2. Francesco Gonzaga der Ältere (1444–1483)
  3. Gianfrancesco (1446–1496), Graf von Sabbioneta ⚭ Antonia del Balzo (1461–1538)[1][2]
Nachkommen:  → Herzöge von Sabbioneta und Fürsten von Bozzolo
  4. Susanna († 1481)
  5. Dorotea († 1468)
  6. Barbara (1455–1503) ⚭ Eberhard I. (Württemberg, Herzog) (1445–1496)
  7. Rodolfo († 1494), Herr von Castiglione und Solferino ⚭ Caterina Pico della Mirandola
Nachkommen: Markgrafen und Fürsten von Castiglione und der heilige Aloisius von Gonzaga
  8. Ludovico Gonzaga (1460–1511), Bischof von Mantua

## Linie Nevers
1. Carlo II. Gonzaga (1609–1631), Herzog von Nevers, Rethel, Mantua, Montferrat und Mayenne ⚭ 1627 Maria Gonzaga (1609–1660), Tochter von Francesco IV. Gonzaga (1586–1612), Herzog von Mantua
  1. Carlo III. Gonzaga (1629–1665) ⚭ 1649 Isabella Clara von Österreich (1629–1665), Tochter des Erzherzogs Leopold V. (Österreich-Tirol) (1586–1632)
    1. Carlo IV. Gonzaga (1652–1708), seit 1665 Herzog von Mantua und Montferrat, 1708 alle Besitzungen eingezogen ⚭ I. 1670 Anna Isabella Gonzaga († 1703), Tochter von Ferrante III. Gonzaga (1618–1678), Herzog von Guastalla; ⚭ II. 1704 Susanna von Lothringen (1686–1710), Tochter von Charles III. (1620–1692), duc d'Elboeuf
      1. (I.) Giovanni Gonzaga (1671–1743)

  2. Eleonora Magdalena Gonzaga von Mantua-Nevers (1630–1686) ⚭ 1651 Kaiser Ferdinand III. (HRR) (1608–1657)

## Linie Guastalla
1. Ferrante II. Gonzaga (1563–1630), Graf von Guastalla, Herzog von Amalfi, seit 1621 Herzog von Guastalla ⚭ Vittoria Doria (1569–1618), Tochter von Giovanni Andrea Doria (1539–1606)
  1. Cesare II. Gonzaga (1592–1632), Herzog von Guastalla, ⚭ Isabella Orsini (1598–1623), Tochter von Virginio Orsini (Herzog) (1572–1615)
    1. Ferrante III. Gonzaga (1618–1678), seit 1632 Herzog von Guastalla ⚭ Margherita d’Este (1619–1692), Tochter von Alfonso III. d’Este (1591–1644)
      1. Anna Isabella Gonzaga (1655–1703) ⚭ 1670 Carlo IV. Gonzaga (1652–1708), Herzog von Mantua und Montferrat
      2. Maria Vittoria Gonzaga (1659–1707) ⚭ Vincenzo Gonzaga (1634–1714), Herzog von Guastalla seit 1692

  2. Vincenzo Gonzaga (1602–1694), seit 1677 Vizekönig von Sizilien
  3. Andrea Gonzaga († 1686), Graf von San Paolo
    1. Vincenzo Gonzaga (1634–1714) ⚭ Maria Vittoria Gonzaga (1659–1707), Tochter von Ferrante III. Gonzaga (1618–1678)
      1. Eleonora Luisa Gonzaga (1686–1742) ⚭ 1709 Francesco Maria de’ Medici (1660–1711)
      2. Antonio Ferrante Gonzaga (1687–1729) seit 1714 Herzog von Guastalla ⚭ I. Margherita Cesarini; ⚭ II. 1727 Theodora von Hessen (1706–1784), Tochter des Landgrafen Philipp von Hessen-Darmstadt (1671–1736)
      3. Giuseppe Gonzaga (1690–1746), seit 1729 Herzog von Guastalla ⚭ 1731 Eleonore von Holstein (1715–1760), Tochter des Herzogs Leopold in Wiesenburg (1674–1744)

## Linie Sabbioneta und Bozzolo
1. Gianfrancesco (1446–1496), 1. Graf von Sabbioneta, ⚭ Antonia del Balzo (1461–1538)[1][2]
  1. Ludovico (1481–1540), 2. Graf von Sabbioneta und Rodigo, ⚭ 1497 Francesca Fieschi († 1528), Tochter von Gian Luigi Fieschi Conte di Lavagna († 1510)
    1. Ludovico „Rodomonte“ (1500–1532), Herr von Rivarolo, ⚭ 1531 Isabella Colonna, Duchessa di Traetto, Contessa di Fondi (1513–1570)
      1. Vespasiano (1531–1591), 3. Graf von Sabbioneta und Rodigo, 1577 Herzog von Sabbioneta[3]
        1. Isabella (1565–1637), Herzogin von Sabbionetta, ⚭ Luigi Caraffa († 1630), Fürst von Stigliano[4]
        2. Giulia (* 1565, † jung)[4]
        3. Luigi (1566–1580)[4]

    2. Paola (* um 1501, † 1550), ⚭ 1516 Galeazzo Sanvitale (1496–1550), Conte di Fontanellato
    3. Gianfrancesco „Cagnino“ (1502–1539), ⚭ um 1528 Luigia Pallavicini († 1552)[5]
    4. Pirro (1505–1529), 1527 Bischof von Modena, 1528 Kardinal[5]
    5. Caterina, Nonne in Mantua
    6. Elisabetta (Isabella), Nonne in Mantua
    7. Ippolita (* um 1510, † 1571), ⚭ 1526 Galeotto II. Pico (1508–1550), Conte di Concordia, Signore di Mirandola
    8. Giulia (1513–1566), ⚭ 1526 Vespasiano Colonna, Duca di Traetto, Conte di Fondi (* um 1480, † 1528)[6]
    9. Alfonso (* um 1514, † jung)
    10. Eleonora (* um 1515, † vor 1552), ⚭ 1543 Girolamo Martinengo (1514–1570), Signore di Padernello

  2. Barbara (* um 1482, † 1558), ⚭ 1499 Gianfrancesco Sanseverino († 1501), Graf von Caiazzo, Graf von Colorno
  3. Federico (* um 1483, † 1527), 1597 Herr von Bozzolo, Rivarolo, San Martino und Isola Dovarese, Condottiere, ⚭ Giovanna Orsini[2]
  4. Dorotea (* um 1485, † 1538/50), ⚭ Gianfrancesco Acquaviva († 1527), Marchese di Bitonto
  5. Eleonora (* um 1485, † 1512), ⚭ 1500 Christoph Graf von Werdenberg-Heiligenberg († 1534)
  6. Susanna (* um 1488, † 1549), ⚭ 1515 Pietro de Cardona (* um 1470, † 1522), Conte di Collesano
  7. Camilla (* um 1488, † 1529), ⚭ 1518 Alfonso Granai Castriota († 1544), Marchese di Atripalda
  8. Pirro I. (1490–1529), Herr von Gazzuolo und San Martino, 1523 alle Güter konfisziert, erhält dafür Commessaggio ⚭ Emilia Bentivoglio († 1529)[7]
    1. Federigo († 1570), Herr von Gazzuolo und Dosolo[7]
    2. Isabella, ⚭ Rodolfo Gonzaga von Luzzara[7]
    3. Ippolita, ⚭ Brunoro di Thiene[7]
    4. Camilla, Nonne[7]
    5. Lucrezia (1522–1576), ⚭ 1541 Gianpaolo Manfroni, Condotierre[7]
    6. Carlo (1523–1555), Herr von San Martino, Condotierre, ⚭ Emilia Cauzzi Gonzaga[8]
      1. Pirro II. (1540–1592), Herr von San Martino, 1565 Reichsfürst[8]
      2. Camilla, ⚭ Sforza Appiani[8]
      3. Scipione (1542–1593), 1587 Kardinal[9]
      4. Giulio Cesare († jung)[8]
      5. Polissena, ⚭ Ferrante Rossi[8]
      6. Annibale Francesco (1546–1620), 1587 Bischof von Cefalù, 1593 Bischof von Mantua[10]
      7. Laura, Benediktinerin[8]
      8. Alfonso (1549–1569), starb in Tours bei einem Feldzug gegen die Hugenotten[11]
      9. Ferrante (1550–1605), Herr von Isola Dovarese und San Martino, ⚭ Isabella Gonzaga von Novellara[11]
        1. Scipione (1595–1670), Fürst von Bozzolo, Herzog von Sabbioneta, ⚭ Maria Mattei († 1658)[11]
          1. Ferrante (1643–1672), Fürst von Bozzolo, Herzog von Sabbioneta[11]
          2. Carlo (1645–1665)[11]
          3. Gianfrancesco (1646–1703), Fürst von Bozzolo, Herzog von Sabbioneta[11]

        2. Alfonso (1596–1669), Marchese von Pomaro[11]
        3. Carlo (1597–1636), Abt von Lucedio, Gouverneur in Bozzolo[11]
        4. Luigi (1599–1660), kaiserlicher Feldmarschalleutnant, Gouverneur von Raab, ⚭ Isabella de Ligne[11]
        5. Camillo (1600–1658), kaiserlicher, mantuanischer und venezianischer General[11]
        6. Annibale (1602–1668), kaiserlicher Feldmarschall und Hofkriegsratspräsident, ⚭ (I) 1636 Hedwig von Sachsen-Lauenburg (1597–1644), ⚭ (II) 1653 Barbara von Czaky[12][6]
          1. (I) Carlo (1637–1652)[11]
          2. (I) Maria Isabella (1638–1702), ⚭ (I) 1656 Claudio Collalto, ⚭ (II) 1666 Sigmund Helfried von Dietrichstein (1635–1698)[11][6]

      10. Giulio Cesare († 1609), Fürst von Bozzolo, 1594 Graf von Pomponesco, ⚭ Flaminia Colonna († 1633)[8]

  9. Antonia (* um 1493, † 1540), ⚭ (I) um 1510 Alfonso Visconti († 1520), Signore di Saliceto; ⚭ (II) Filippo Tornielli († 1553/54), Conte di Melzo
  10. Gianfrancesco (* um 1493, † 1500)
  11. Giovanna (* um 1495, † ?), ⚭ Uberto Pallavicino, Marchese di Zibello